# Matteo Demetz
Mathias Demetz, detto Matteo (Santa Cristina Valgardena, 7 maggio 1902 – Klagenfurt, 27 giugno 1941), è stato un fondista italiano.

## Biografia
Nato nel 1902, era prozio della biatleta Michela Ponza.
A 26 anni prese parte ai Giochi olimpici di Sankt Moritz 1928, sia nei 18 che nei 50 km, terminando rispettivamente 22º in 1h57'08" e 20º in 5h47'47". Nell'occasione fu il più giovane della spedizione italiana alle Olimpiadi svizzere.
Ai campionati italiani vinse 3 ori e 1 bronzo tra 18 e 50 km.